# モリオンド・トリネーゼ
モリオンド・トリネーゼ（伊: Moriondo Torinese）は、イタリア共和国ピエモンテ州トリノ県にある広域都市トリノ（イタリア語版）の基礎自治体（コムーネ）で、人口約900人。ピエモンテ語で「Moriond」と記す。

## 歴史

### 紋章
紋章と旗章（伊: gonfalone）は2001年9月11日に共和国大統領令によって承認された。旗章は背景色が青と赤に分かれる。
市当局の旗章は縦型で背景色は左右に青と赤に二分し、中央に置いた当市の紋章は裾の月桂冠の下にツタを描く。

## 記念碑と名所
町を見下ろす丘陵地帯に城があり、11世紀、トリノ司教ランドルフォ（Landolfo）が砦として建て、近隣のモンフェラート侯爵（Marchesato del Monferrato）の攻撃を防衛する拠点であった。
かつての持ち主は#ヴィルジニオ・ブルーニ・テデスキという実業家で、1970年代半ばまでおよそ30年間にわたって町長を務めた人物（1946年–1974年）。トップモデルのカーラ・ブルーニの祖父にあたる。
砦は現在、公園に囲まれ、カステルヌオーヴォ・ドン・ボスコ出身（伊: Castelnuovo Don Bosco）の実業家の私有地である。

## 行政

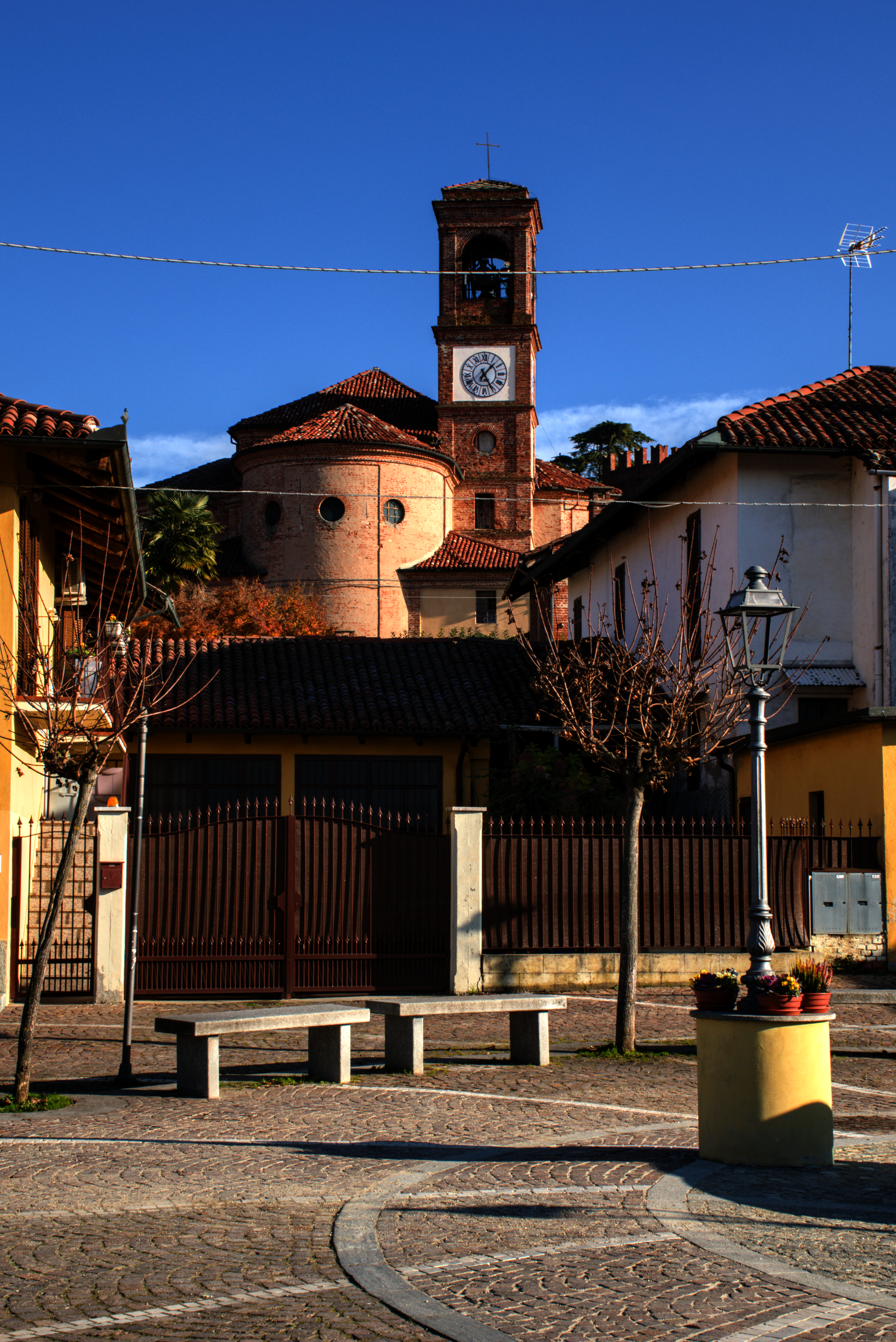
市庁舎広場から教会を望む。

この自治体の歴代市長を以下の表にまとめた。
| 氏名 イタリア語表記                | 氏名 イタリア語表記     | 就任           | 退任          | 政党または所属                      | 注記  |
| ---------------------------------- | ----------------------- | -------------- | ------------- | ----------------------------------- | ----- |
| ヴィルジニオ・ブルーニ・テデスキ   | Virginio Bruni Tedeschi | 1946           | 1974          | 市長                                |       |
| マリオ・ズッカ                     | Mario Zucca             | 1985年7月1日   | 1990年5月31日 | 地方選挙人名簿 （CP＝イタリア語版） | [ 8 ] |
| マリオ・ズッカ                     | Mario Zucca             | 1990 年5月31日 | 1995年4月24日 | -                                   | [ 8 ] |
| ロザンジェラ・ランピアーノ・カオン | Rosangela Lampiano Caon | 1995年4月24日  | 1999年6月14日 | 中道                                | [ 8 ] |
| ジョヴァンニ・ヴェルニャーノ       | Giovanni Vergnano       | 1999年6月14日  | 2004年6月14日 | 中道                                | [ 8 ] |
| ジョヴァンニ・ヴェルニャーノ       | Giovanni Vergnano       | 2004年6月14日  | 2009年6月8日  | CP                                  | [ 8 ] |
| ジュゼッペ・グランデ               | Giuseppe Grande         | 2009年6月8日   | 2014年5月26日 | CP                                  | [ 8 ] |
| ジュゼッペ・グランデ               | Giuseppe Grande         | 2014年5月26日  | 2019年5月27日 | CP                                  | [ 8 ] |
| ジュゼッペ・グランデ               | Giuseppe Grande         | 2019年5月27日  | 現職          | CPとグランデ                        | [ 8 ] |

## 地理

### 位置・広がり

#### 隣接コムーネ
隣接するコムーネは以下の通り。括弧内のATはアスティ県所属を示す。
- ブッティリエーラ・ダスティ (AT)
- カステルヌオーヴォ・ドン・ボスコ (AT)
- モンベッロ・ディ・トリーノ
- モンクッコ・トリネーゼ (AT)
- リーヴァ・プレッソ・キエーリ

- モリオンド城の門前
- モリオンド城から、町の歴史的地区を眺める。
- 紋章
- 市境を示す国道沿いの柱標

### 注
1. ↑  旗は左の青と右の赤に縦に分かれ、豪華な装飾は銀糸の刺繍である。中央に上記の紋章を置き、銘文と市町村名を銀糸で縫いとる。旗を下げる金属製の横棒と紐は銀メッキとする。

金属製の旗竿は紫のベルベット布を巻き付けて銀の鋲を螺旋状に打ち込む。支柱に市町村名を、竿のてっぺんの銀色の槍に市町村の紋章を刻みつける。

槍の下、横棒を支える紐に国旗の三色で彩ったリボンを結ぶ。—[7]
2. ↑  伊: Civica Popolare、頭字語CP、旧称「伊: lista civica」は、イタリアの中道政党連合（2017年-2019年）。英語で「Popular Civic List」を指す。